# Antonello Orlando
Antonello Orlando (Taranto, 2 agosto 1960) è un giornalista e radiocronista sportivo italiano. Attualmente è in forza a Rai Sport.

## Carriera
Dal 1986 diventa giornalista professionista con il quotidiano Tribuna Politica ed Economica. Nel 1987 viene assunto in Rai presso la redazione sportiva del GR1 e dopo alcuni anni entra a far parte dei radiocronisti della trasmissione sportiva radiofonica Tutto il calcio minuto per minuto, divenendone una delle voci principali. La sua prima radiocronaca fu un Padova - Bari di Serie B, nel 1989. L'esordio in A poco più tardi per un Bari - Pescara.
Oltre al calcio, Orlando ha seguito nel corso degli anni alcuni eventi sportivi, in particolare di ciclismo, divenendone la prima voce per numerose corse tra cui il Giro d'Italia, il Tour de France e le prove su strada di Ciclismo ai Campionati Mondiali e alle Olimpiadi.
L'11 settembre 2010 effettua la sua ultima radiocronaca per Tutto il calcio minuto per minuto, un Cesena-Milan terminato 2-0.
Dopo aver lasciato la redazione sportiva del GR1 è passato alla redazione rubriche, conducendo fino al febbraio 2012 il GR1 Motori. A partire dal settembre 2011 fino a febbraio 2012, è stato il curatore e conduttore della trasmissione di Radio 1 Rai "Prima di tutto".
Dopo 25 anni ha sospeso le radiocronache per passare a Rai Sport. Ha iniziato ad effettuare telecronache di pallavolo e ciclismo per i canali Rai Sport 1 e Rai Sport 2. Dal 2017 è la voce ufficiale del calcio femminile.
Nel Settembre 2020 ha preso parte alla trasmissione del Tour de France e ne ha curato la rubrica successiva ad ogni tappa intervistando svariati ospiti.